# Torneio de Verão de 1996
O Torneio de Verão foi uma competição organizada pelo Sistema Brasileiro de Televisão (SBT) em 1996.
O Torneio teve a presença do Santos, Grêmio, Corinthians e Cruzeiro, onde todos se enfrentaram em confrontos mata-matas. Todos os jogos foram disputados no estádio Vila Belmiro, em Santos.
O campeão foi o Santos.

## Clubes Participantes
| Equipe      | Cidade         | Estado |
| ----------- | -------------- | ------ |
| Corinthians | São Paulo      | SP     |
| Cruzeiro    | Belo Horizonte | MG     |
| Grêmio      | Porto Alegre   | RS     |
| Santos      | Santos         | SP     |

## Jogos

### Semifinais[4]
| 22 de janeiro de 1996 | Santos FC            | 2 – 2 | Grêmio                  | Estádio Urbano Caldeira                                       |
| 21:00                 | 7' Macedo · 81' Jean |       | 25' Silvio · 59' Silvio | Público: 3,686 Renda: R$ 30.280,00 Árbitro: João Paulo Araújo |

|                                   |       | Penalidades                  |  |
| Gallo Ronaldo Marconato Carlinhos | 3 – 0 | Dininho Negretti Paulo Nunes |  |

Santos: Edinho; Baiano (Cerezo), Jean, Ronaldo e Marcos Adriano; Gallo, Carlinhos e Marcelo Passos (Welliton); Camanducaia, Macedo (Arthur) e Kennedy. Técnico: Candinho
Grêmio: Murilo; Arce (Carlos Alberto), Rivarola, Adilson e Roger; Dinho, Goiano, Emerson (Alessandro) e Negretti; Silvio e Paulo Nunes. Técnico: Luís Felipe Scolari
| 23 de janeiro de 1996 | Corinthians | 1 – 1 | Cruzeiro EC   | Estádio Urbano Caldeira                                           |
| 21:30                 | Leônidas    |       | Marcelo Ramos | Público: 3,555 Renda: R$ 32.290,00 Árbitro: Carlos Elias Pimentel |

|                    |       | Penalidades        |  |
| {{{penalidades1}}} | 4 – 3 | {{{penalidades2}}} |  |

Corinthians: Ronaldo; André Santos (Luciano), Henrique (Cris), Célio Silva, Silvinho; Bernardo (Marcelinho Paulista), Júlio César, Mazinho Loyola, Leônidas, Jorginho (Silva) e João Paulo (Gláuber). Técnico: Eduardo Amorim
Cruzeiro: Dida; Nonato, Célio Lúcio, Vanderci, Serginho, Fabinho, Belletti, Uéslei (Luís Fernando Costa), Luís Fernando Flores (Edmundo), Marcelo Ramos (Cleisson) e Roberto Gaúcho (Dinei). Técnico: Levir Culpi

### Final[2][3][5]
| 24 de janeiro de 1996 | Santos FC                                   | 3 – 1 | Corinthians  | Estádio Urbano Caldeira                                 |
| 21:00                 | 9' Giovanni · 18' Kennedy · 66' Camanducaia |       | 28' Jorginho | Público: 9,255 Renda: R$ 81.210,00 Árbitro: Léo Feldman |

Santos: Edinho; Marcos Adriano, Ronaldo, Sandro e Marcos Paulo (Jean); Gallo, Carlinhos (Cerezo), Giovanni (Kiko) e Kennedy; Camanducaia (Welliton) e Marcelo Passos (Arthur). Técnico: Candinho
Corinthians: Ronaldo; Henrique, Célio Silva e Silvinho (Luciano); Bernardo (Marcelinho Paulista), Júlio César, Leônidas (Gláuber) e João Paulo (Silva); Marcelinho Carioca (Sandro), Mazinho Loyola e Jorginho. Técnico: Vanderlei Luxemburgo

## Premiação
| Torneio de Verão de 1996     |
| São Paulo                    |
| ---------------------------- |
| Santos Futebol Clube Campeão |